# Against Malaria Foundation
La Fundación Contra la Malaria (en inglés: Against Malaria Foundation, AMF) es una organización benéfica con sede en el Reino Unido que proporciona mosquiteros impregnados de insecticida de larga duración (en inglés: long-lasting insecticidal nets, LLINs) a poblaciones en alto riesgo de malaria, principalmente en África. Hasta diciembre de 2021, la fundación ha recaudado 425 millones de dólares y ha distribuido o comprometido fondos para más de 137 millones de LLINs desde su fundación en 2004. Para finales de 2021, la organización había completado la distribución de 36.3 millones de mosquiteros para proteger a 65.3 millones de personas en la República Democrática del Congo, Togo y Uganda.
Los mosquiteros se distribuyen a través de asociaciones con la Cruz Roja Internacional, el Malaria Consortium y otras organizaciones, siendo los asociados responsables de los costos de distribución. Las distribuciones incluyen educación sobre la malaria para la población local y se documentan a través de informes, fotos y videos. Se realizan controles posteriores a la distribución a los 6, 12, 18, 24 y 30 meses para evaluar el uso y las condiciones de los mosquiteros.
AMF cuenta con ocho fideicomisarios y un comité asesor compuesto por expertos en malaria de todo el mundo. La organización benéfica está registrada en el Reino Unido y se rige por las leyes de Inglaterra y Gales. También está registrada en los Estados Unidos, Alemania, Canadá, Japón y otros países.

## Historia

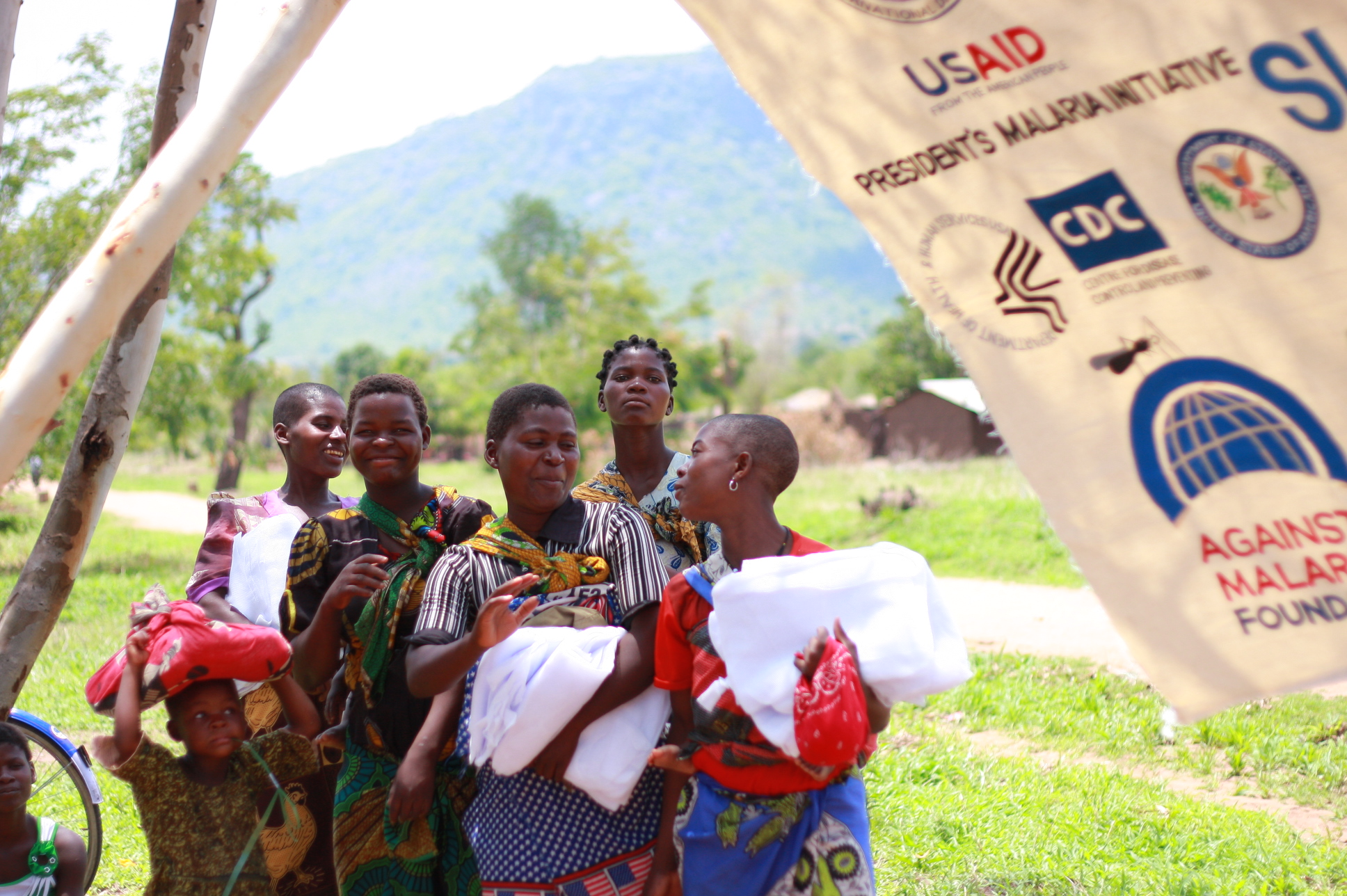
Personas recibiendo mosquiteros antimalaria en Malaui.

La "World Swim Against Malaria" fue una idea de Rob Mather, un consultor de estrategia con sede en Londres. Mather ya había organizado un nado para recaudar dinero para una niña de dos años que había resultado gravemente quemada en un incendio. Celebrado en diciembre de 2003, el "Swim for Terri" comenzó como una recaudación de fondos de tres personas y creció para incluir a 10,000 nadadores en 73 países.
AMF es considerada una organización benéfica altamente eficaz por GiveWell. AMF fue elegida como una de las dos organizaciones benéficas más recomendadas por GiveWell (junto con la Unlimit Health) en 2011 y ha seguido siendo recomendada por GiveWell desde entonces. GiveWell estima que el programa de mosquiteros de AMF cuesta entre 3,000 y 5,000 dólares por vida salvada.

## Socios y simpatizantes
AMF cuenta con el apoyo de más de 100 empresas. Los socios fundadores de AMF son PwC, Citigroup, Speedo, Microsoft, Allen & Overy, Attenda, Vestergaard Frandsen y Sumitomo Chemical. Speedo también se asoció con la organización precursora de AMF, la "World Swim Against Malaria", y sigue recaudando dinero para mosquiteros a través de eventos de natación.
Los principales socios de distribución de AMF son Concern Universal, IMA World Health y Episcopal Relief & Development.
En marzo de 2023, AMF alcanzó un hito al recaudar 500 millones de dólares gracias a 919,371 donaciones de 185,318 personas en 189 países.